# Докшицы
До́кшицы (бел. Докшыцы) — город в Витебской области, на севере Беларуси. Административный центр Докшицкого района. Расположен в 120 км от Минска, в 200 км от Витебска, в 12 км от железнодорожной станции Парафьяново на линии Молодечно — Полоцк, автомобильными дорогами соединен с Вилейкой, Глубоким, Лепелем, Бегомлем. В 1 км на запад от города находится исток реки Березина.
Численность населения — 6 601 человек (на 1 января 2025 года).

## Геральдика
Герб учреждён Указом Президента Республики Беларусь от 20 января 2006 года № 36 и зарегистрирован в Государственном геральдическом регистре Республики Беларусь 6 февраля 2006 года № Б-68.
Флаг города Докшицы и Докшицкого района учреждён Указом Президента Республики Беларусь от 28 февраля 2011 года № 86 и зарегистрирован в Государственном геральдическом регистре 15 марта 2011 года № Б-190.
Герб одобрен решением Докшицкого районного исполнительного комитета 22 октября 2002 года № 605. Флаг одобрен решением Докшицкого районного исполнительного комитета от 30 апреля 2010 года № 393.

## История
Первые сведения о городе найдены в грамоте великого князя Витовта (1407 год), где упоминаются селяне-данники «doxyczahe». Данники из Докшиц передавались виленскому воеводе Войтеху Монивиду.
После реформы 1565—1566 годов земли современного района вошли в состав Минского повета. Конец XVI — начало XVII веков стали временем значительных перемен в общественной жизни и усиления активности католической церкви. В связи с этим в 1608 году Станислав Кишка (в тот период владелец части Докшицкой земли) основал в Докшицах деревянный католический храм. В 1682 году Константин Владислав Пац основал в дер. Березино (Витебская область) монастырь бернардинцев. Существовала также православная церковь.
В начале 1793 года, после 2-го раздела Речи Посполитой Докшицкая земля оказалась в составе Российской империи. Вместо воеводств была образована Минская губерния с рядом уездов, среди которых в мае 1793 года появился и Докшицкий уезд. В 1795 году Докшицы получили статус города, а с 21 января 1796 года — герб, однако в 1797 году территория уезда была поделена между соседними Борисовским и Вилейским уездами, а город вновь стал местечком.
Во время войны 1812 года Докшицы были заняты французскими войсками, разграблены и частично сожжены.
К середине XIX века в городе было 2 завода: винокурный и медоварный. После отмены крепостного права в районе появились 3 винокурные, пивоварный, сахарный заводы (малые винокурни для местных нужд). Во многих поместьях были построены мельницы — водные и ветряные. Два раза в год в Докшицах проходили ярмарки. В 1858 году в городе проживало 1584 человека. В 1897 году население города составляло 4573 человека, в том числе евреи — 2814, белорусы — 1383, русские — 236, татары — 68, поляки — 57.
В 1918—1939 годах — в составе Польши. В результате присоединения Западной Белоруссии к СССР Докшицы вошли в состав вновь образованной Вилейской области БССР. В декабре 1939 года — январе 1940 года рядом с Бегомльским районом был образован Докшицкий район. В декабре 1940 года состоялись первые выборы в Докшицкий районный Совет депутатов.
Во время Великой Отечественной войны Докшицы находились под немецкой оккупацией с 9 июля 1941 года до 2 июля 1944 года.
В Докшицах стоял военный гарнизон, который неоднократно подвергался нападению партизан Полоцко-Лепельской партизанской зоны. 29 мая 1942 года было ликвидировано гетто с 2653 евреев.
В результате проведения операции «Багратион» (Белорусская операция) город был освобожден. Командир отделения взвода разведки 935-го стрелкового полка 306-й стрелковой дивизии Иргаш Досмухаметов в числе первых из полка преодолел реку Западная Двина у села Гнездиловичи (Шумилинский район Витебской области). Был ранен, однако в составе группы солдат участвовал в захвате моста. Затем солдаты проникли в город Докшицы, где пленили двух гитлеровцев. В этом же районе обнаружили и ликвидировали вражескую засаду.
20 октября 1995 года административные единицы Докшицкий район и город Докшицы, имеющие общий административный центр, объединены в одну административную единицу — Докшицкий район.
В 2020 году утвержден официальный природный символ Докшицкого района — Лебедь-шипун.

## Население
Численность населения — 6 601 человек (на 1 января 2025 года).
| Численность населения:                                                                          |
| Графики недоступны из-за технических проблем. См. информацию на Фабрикаторе и на mediawiki.org. |

| Год         | 1897 | 1931  | 1959  | 1970  | 1979  | 1989  | 2006  | 2016  | 2018  | 2023   | 2024   | 2025   |
| ----------- | ---- | ----- | ----- | ----- | ----- | ----- | ----- | ----- | ----- | ------ | ------ | ------ |
| Численность | 3600 | ▼3262 | ▼2245 | ▲3816 | ▲4719 | ▲6876 | ▼6707 | ▲6906 | ▲6954 | ▼6 759 | ▼6 696 | ▼6 601 |

В 2017 году в Докшицах родилось 87 и умерло 77 человек. Коэффициент рождаемости — 12,6 на 1000 человек (средний показатель по району — 10,9, по Витебской области — 9,6, по Республике Беларусь — 10,8), коэффициент смертности — 11,2 на 1000 человек (средний показатель по району — 21,2, по Витебской области — 14,4, по Республике Беларусь — 12,6). По уровню рождаемости Докшицы занимают второе место среди районных центров Витебской области после Шумилино.

## Экономика
В городе работают следующие предприятия:
- Филиал Докшицкий хлебозавод ОАО «Витебскхлебпром»;
- Филиал «Докшицкое дорожное ремонтно-строительное управление № 180»;
- ДКУСП «Докшицкая ПМК-52».

Имеется гостиница «Докшицы».

## Транспорт
Через город проходит республиканская дорога Р3 (Логойск — Глубокое — граница Латвии), Р29 (Ушачи — Вилейка) и Р86 (Богушевск (от М8) — Лепель — Мядель). Имеется регулярное автобусное сообщение с Минском, Витебском и другими городами Беларуси.

## Культура
- Музей имени Героя Советского Союза И. С. Полевого ГУО «Средняя школа № 1 г. Докшицы».

## События и мероприятия
- Фестиваль трав «Жыватворная сiла»[25][26];
- Республиканский фестиваль дружбы и искусства «Две реки». Проводится ежегодно.

## Достопримечательности
- Историческая застройка (XVIII — начало XX века)4
- Церковь Покрова Пресвятой Богородицы (1903), в том числе брама (начало XX века);
- Православная церковь Св. Иоанна Богослова (1863) — деревянное здание, ныне дом ремёсел;
- Мельница (1920-е годы);
- Деревянная мечеть (1925) — деревянное здание;
- Пекарня (XVIII век);
- Усадьба Микульских (XIX век);
- Костёл Пресвятой Троицы (1994);
- Кладбище польских солдат (1920);
- Еврейское кладбище;
- Татарское кладбище.

### Памятник, скульптура
- Братская могила (1941—1945) пл. Полевого, в сквере  Историко-культурная ценность Республики Беларусь, шифр 213Д000424;
- Памятник Герою Советского Союза А. И. Чернышу;
- Памятник Владимиру Ленину;
- Памятник воинам 277-й стрелковой дивизии — освободителям Докшицкого района (1979)[27], ул. Пионерская.

### Утраченное наследие
- Кладбищенские часовни: католическая (XVIII век), православная;
- Костёл Пресвятой Троицы (1608);
- Синагога;
- Церковь Св. Козьмы и Демьяна (греко-католическая; XVI век);
- Докшицкая усадьба (XVI век).

## Галерея
- Виды Докшиц
- Центр города
- Центральная часть города
- Детская школа искусств
- Церковь Покрова Пресвятой Богородицы
- Вид на Докшицы со стороны истока реки Березина по улице Советской
- Набережная
- Здание кинотеатра на углу улиц Горького и Интернациональной
- Мемориал на месте бывшего песчаного карьера в Докшицах, ставшего местом гибели тысяч евреев — узников Докшицкого гетто во время Второй мировой войны
- Костёл Св. Троицы

- Докшицы на старых фотографиях
- Магистрат Докшицы
- Войсковой парад
- Мост через реку Березину
- Докшицы 1812 год
- Католическая церковь Наисвятейшей Троицы. Снимок Юзефа Боретти, 1894
- Католическая церковь Наисвятейшей Троицы, начало XX века
- Православная церковь Иоанна Богослова
- Синагога

## Международное сотрудничество
Города-побратимы:
- Балви (Латвия)[28];
- Дмитриев (Россия).